# دربار جنوبی
دربار جنوبی (به ژاپنی: 南朝, Nanchō) یک دربار سلطنتی در ژاپن و مجموع‌ای از چهار امپراتور (امپراتور گودای‌گو و فرزندان وی) بودند که ادعای آنها برای حاکمیت در دوره نانبوکوچو از سال ۱۳۳۶ تا ۱۳۹۲ توسط دربار شمالی غصب شد.

## بررسی اجمالی دوره نانبوکوچو
مقرهای امپراتوری در طول دوره نانبوکوچو در نزدیکی هم قرار داشتند، اما از نظر جغرافیایی متمایز بودند. آنها به‌طور متعارف به عنوان‌های زیر شناسایی می‌شوند:
- پایتخت شمالی: کیوتو
- پایتخت جنوبی: یوشینو، نارا

پیدایش دربار شمالی به امپراتور گو-ساگا بازمی‌گردد، که از ۱۲۴۲ تا ۱۲۴۶ سلطنت کرد. پس از امپراتور گو-ساگا دو پسرش، امپراتور گو-فوکاکوسا و امپراتور کامه‌یاما جانشین وی شدند، که به نوبه خود بر تخت سلطنت نشستند. دلیل این امر این بود که گو-ساگا در بستر مرگ خود در سال ۱۲۷۲ اصرار داشت که پسرانش طرحی را اتخاذ کنند که در آن امپراتورهای آینده از دو خط برادرانه به‌طور متناوب بر تخت سلطنت بروند. این طرح غیرقابل اجرا بود و در نتیجه جناح‌های رقیب و مدعیان رقیب تاج و تخت به وجود آمد.

## دربار شمالی
در سال ۱۳۳۳، هنگامی که امپراتور دربار جنوبی امپراتور گودای‌گو تجدید حیات کن‌مو را برپا کرد و علیه شوگون‌سالاری کاماکورا قیام کرد، شوگون امپراتور کوگون، پسر عموی امپراتور گودای‌گو خویشاوندی هم‌نیایی و پسر امپراتور قبلی، امپراتور گو-فوشیمی را به عنوان امپراتور جدید اعلام کرد. پس از نابودی شوگون‌سالاری کاماکورا در سال ۱۳۳۳، امپراتور کوگون از ادعای خود دست کشید، اما برادرش، امپراتور کومیو، و دو نفر از پسران او توسط شوگون‌سالاری آشیکاگا به عنوان مدعیان قانونی امپراتوری حمایت شدند؛ بنابراین خانواده امپراتور کوگون یک دربار امپراتوری جایگزین در کیوتو تشکیل دادند، که دربار شمالی نامیده می‌شود زیرا تخت پادشاهی آن در محلی در شمال تخت پادشاهی رقیب خود قرار داشت.
در دوره میجی، یک فرمان امپراتوری مورخ ۳ مارس ۱۹۱۱ نشان داد که پادشاهان قانونی در این دوره فرزندان مستقیم امپراتور گودای‌گو از طریق امپراتور گو-موراکامی هستند. دربار جنوبی در تبعید در یوشینو، نزدیک نارا تأسیس شده بود.
دربار شمالی تأسیس شده در کیوتو توسط آشیکاگا تاکائوجی بنابراین غیرقانونی تلقی می‌شد.

### مدعیان امپراتوری دربار شمالی
اشخاص زیر امپراتورهای «هوکوچو» یا دربار شمالی هستند:
- امپراتور کوگون ۱۳۳۲–۱۳۳۳.
- امپراتور کومیو ۱۳۳۶–۱۳۴۸.
- امپراتور سوکو ۱۳۴۸–۱۳۵۱.
- امپراتور گو-کوگین ۱۳۵۲–۱۳۷۱.
- امپراتور گو-انیو ۱۳۷۱–۱۳۸۲.
- امپراتور گو-کوماتسو ۱۳۸۲–۱۳۹۲ سپس به عنوان یک امپراتور قانونی سلطنت کرد(۱۳۹۲–۱۴۱۲)

یکی از نوادگان دربار جنوبی، کومازاوا هیرومیچی، در روزهای پس از پایان جنگ اقیانوس آرام خود را امپراتور برحق ژاپن اعلام کرد. او ادعا کرد که امپراتور هیروهیتو یک کلاهبردار است، با این استدلال که کل شجره خانوادگی هیروهیتو از دربار شمالی است. علی‌رغم این، وی حتی به هنگام خرید تاج امپراتوری به خاطر اهانت به ذات اقدس ملوکانه دستگیر نشد. او توانست با جزئیات خط خونی خود را به امپراتور گودای‌گو در یوشینو، نارا نشان دهد، اما ادعاها و سخنان او نتوانست چیزی غیر از همدردی را القا کند.

### امپراتورهای دربار جنوبی
اشخاص زیر امپراتوران «نانچو» یا دربار جنوبی هستند:
- امپراتور گودای‌گو ۱۳۳۶–۱۳۳۹.
- امپراتور گو-موراکامی ۱۳۳۹–۱۳۶۸.
- امپراتور چوکی ۱۳۶۸–۱۳۸۳.
- امپراتور گو-کامه‌یاما ۱۳۸۳–۱۳۹۲.

## توافق‌نامه اتحاد
امپراتور گو-کامه‌یاما (دربار جنوبی) با امپراتور گو-کوماتسو (دربار شمالی) به توافق رسیدند تا در یک برنامه ده ساله به گزینه‌های قدیمی برگردد. با این حال، امپراتور گو-کوماتسو (دربار شمالی) این قول را نقض کرد، و نه تنها خود برای ۲۰ سال بر این مسند نشست، بلکه پسرش نیز جانشین وی شد، در حالیکه قرار بود یک امپراتور از دربار جنوبی سابق به امپراتوری برسد.